# Беріташвілі Іван Соломонович
Іване Беріташвілі, Іван Соломонович Беріташвілі, також Берітов (10 січня 1885 (за юліанським — 29 грудня 1884), Веджині, Тифліська губернія, нині Грузія — 29 грудня 1974, Тбілісі) — грузинський фізіолог і нейробіолог, учень Миколи Введенського. Академік АН СРСР, АМН СРСР та АН Грузинської РСР.

## Біографія
1910 року закінчив Петербурзький університет. Працював у Нідерландах у лабораторії Рудольфа Магнуса. Також проводив дослідження в Казані в Олександра Самойлова.
У 1915—1919 роках працював на кафедрі фізіології медичного факультету Новоросійського університету в Одесі прозектором та приват-доцентом.
У 1919 році переїхав до Тифлісу, де став професором на співзасновником Тбіліського університету. У лютому 1941 року став одним з 16 академіків-засновників Академії наук Грузинської РСР. У 1941—1951 роках був директором Інституту фізіології Академії наук Грузинської РСР.
У 1950 році був підданий критиці під час «павловської сесії» разом з Леоном Орбелі, Петром Анохіним та Ліною Штерн. Санкцію на атаку на Орбелі, Штерн і Беріташвілі надав особисто Йосиф Сталін. На самій сесії був відсутній. Внаслідок переслідувань Беріташвілі звільнили з посади директора Інституту фізіології.

## Науковий внесок
Беріташвілі займався проблемами центрального гальмування в нервовій системі.
Разом з Данилом Воронцовим організував семінар „Гагрські бесіди“ за участі провідних рідянських нейрофізіологів, які відбувалися в Гаграх у 1948, 1955 роках.
На честь Беріташвілі 1971 року АН Грузинської РСР створено Премію імені І. Беріташвілі.

## Нагороди та вшанування

### Нагороди
- Герой Соціалістичної Праці (1964)
- Премія імені І. М. Сєченова АН СРСР (1962)
- 2 Ордени Леніна
- Сталінська премія (1941)
- Премія імені І. П. Павлова АН СРСР (1938)

### Членство
- Почесний член Міжнародної організації з вивчення мозку
- Почесний член Нью-Йоркської академії наук
- Американське товариство електроенцефалографії